# VPLリサーチ
VPLリサーチ (VPL Research) は、バーチャルリアリティ製品の開発と販売事業を行なっていた会社である。最初期にバーチャルリアリティ製品の事業を始めた会社の一つである。コンピュータサイエンティストであるジャロン・ラニアーによって1984年に設立された。"VPL"は"Virtual Programming Languages"の略である。1990年、VPLリサーチは破産申請を行い、1999年に全ての特許はサン・マイクロシステムズによって買収された。

## 製品

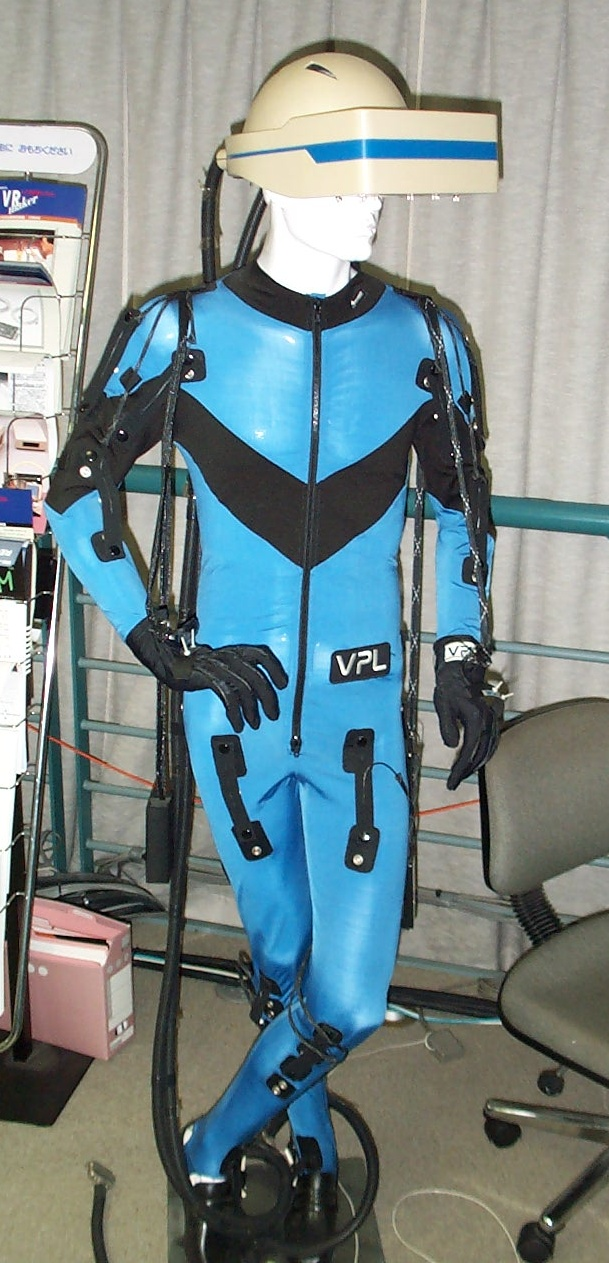
VPL Research DataSuit。写真は日商岩井の東京ショールームに展示されているもの。

### DataGlove
これは、仮想世界の物体と相互作用できるグローブである。このシステムは、当初はコンピュータへの入力機器として開発が始まった。後になってバーチャルリアリティ機器として利用されるようになった。Thomas G. Zimmermanがデータグローブのプロトタイプを発明し、製品化のための開発チームを探していた。Zimmermanはマイコンのプログラミングのスキルがあるen:Mitch Altmanと出会い、パートタイムとしてVPLリサーチへと入社するように頼んだ。
このデバイスには、6502マイコンが使われている。またこのデバイスはコンピュータに接続されており、センサによって計測された動きとその方向を光ファイバーの束で送信する。このデータはコンピュータで仮想世界を作り出すために使われる。このインタラクティブなシステムによって、ユーザは仮想世界の物体を操作したり、向きを変えたりすることができる。このウェアラブルシステムの応用としては、コンピュータの入力装置、ゲーム、そして遠隔手術などである。

### EyePhone
これは、ユーザーがコンピュータシミュレーションの世界に没入できるヘッドマウントディスプレイ (HMD) システムである。この機器は、ユーザの頭の動きを追跡することができる。このヘッドセットには、フレネルレンズが使われていた。

### DataSuit
これは、腕、脚、そして体幹部の運動を計測するセンサが埋め込まれた全身スーツである。

## チームメンバー
中心メンバー
- en:Jaron Lanier
- en:Mitch Altman
- Thomas Zimmerman
- Jean-Jacques Grimaud - 共同創設者、社長、エンジニアVP[5]
- Chuck Blanchard
- Steve Bryson
- Young Harvill – Swivel 3Dと言うプログラムを開発した。これは、コンピュータアートを作成するために使われ、ユーザーはマッキントッシュコンピュータで仮想世界を生成することができる。彼は、このプログラムをVPLにライセンスしていた。1985年になって、彼もVPLへ入社した。そこでは、"Reality Built for Two (RB2)"と言う最初期のバーチャルリアリティシステムの開発プロジェクトに携わった。彼はまたData Gloveの開発プロジェクトにも携わった.[6]。
- David Levitt
- Marc deGroot
- Mark Oberman

関連人物
- ティモシー・リアリー – 刑務所からの出所後、人間の意識を合法的に探求することに関心を寄せ、VPLのメンバーたちと関わった[7]。

## 大衆文化におけるVPLリサーチ
- EyePhoneは1992年のSF映画バーチャル・ウォーズにてフィーチャーされている。